# Афройм срещу Ръск
Афройм с/у Ръск, 387 US 253 (1967), е ключово дело на Върховния съд на Съединените щати, в което Съдът решава, че гражданите на Съединените щати не могат да бъдат лишени от гражданството си против волята им. Правителството на САЩ се опитало да отнеме гражданството на родения в Полша Бейс Афройм, защото последният гласувал на Израелски избори след като станал натурализиран гражданин на САЩ. Върховният съд решава, че правото на Афройм да запази гражданството си е гарантирано от гражданската клауза на четиринадесетата поправка на Конституцията. По този начин Съдът отменя федерален закон, гарантиращ загубата на американско гражданство при гласуване на чуждестранни избори – като по този начин отменя един от собствени си прецеденти, Perez v. Браунъл (1958 г.) от десетилетие по-рано, в който се налага отнемане на гражданство при подобни обстоятелства.
Решението на случая Афройм отворя пътя за по-широко одобрение на двойно (или множествено) гражданство според закона на Съединените щати. Банкрофтските договори – поредица от споразумения между Съединените щати и други нации, които се стремят да ограничат двойното гражданство след натурализацията – в крайна сметка са замразени, след като правителството на Картър прави заключението, че Афроим и други решения на Върховния съд ги правят неприложими.
Влиянието на Afroyim v. Ръск е намален от по-късно дело, Роджърс с/у Белей (1971), в който Съдът определя, че четиринадесетата поправка защитава правото на гражданство само когато човек е роден или натурализиран в Съединените щати, и че Конгресът запазва правомощията си да регулира гражданското състояние на лице, което е родено извън Съединените щати, с поне един родител американец. Въпреки това, разглежданият специален закон в Роджърс с/у Белей – изискване за минимален период на пребиваване в САЩ, което Белей не успява да покрие – бива отменено от Конгреса през 1978 г. В резултат на ревизираните политики, приети през 1990 г. от Държавния департамент на Съединените щати, (по думите на експерт) сега „е практически невъзможно да се изгуби американско гражданство, без официално и изрично то да бъде оттеглено“.

## Предистория

### Ранна история на закона за гражданството на Съединените щати
Гражданство в Съединените щати исторически се е придобивало по един от три начина: при раждане в Съединените щати (jus soli, „териториално право“); при раждене извън САЩ с американски родител (jus sanguinis, „кръвно право“); или при имиграция в Съединените щати, последвана от натурализация.
През 1857 г., в делото Дред Скот с/ъ Сандфорд, върховният съд затвърждава, че африкански роби, бивши роби и техните потомци нямат право на гражданство. След Гражданската война (1861 – 65) и последвалото премахване на робството в Съединените щати били предприети стъпки за предоставяне на гражданство на освободените роби. Конгресът първо приема Закона за гражданските права от 1866 г., който включва клауза, която заявява, че „всички лица, родени в Съединените щати и които не са обект на чужда власт“ за граждани. Дори докато Законът за гражданските права се обсъжда в Конгреса, противниците му твърдят, че разпоредбата за гражданство е противоконституционна. По тази причина, както и за да се защити новопредоставеното на бивши роби гражданство от това да бъде отменено от Конгреса след време, съставителите на Четиринадесетата поправка на Конституцията включват клауза за гражданство, която ще се добави в Конституцията гаранция за гражданство, в която се посочва, че „всички лица, родени или натурализирани в Съединените щати и подлежащи на тяхната юрисдикция, са граждани на Съединените щати“. (и по този начин се поставя извън рамките на бъдещия обхват на Конгреса или съдилищата). Четиринадесетата поправка – включително клаузата за гражданството – е ратифицирана от държавните законодателства и през 1868 г. става част от Конституцията.

### Загуба на американско гражданство
Конституцията не се засяга конкретно въпроса за загубата на гражданство. Поправка предложена през 1810 г. от Конгреса – поправка за изменение на благодорническите титли – щеше, ако беше ратифицирана, да предвижда всеки гражданин, който приеме „подарък, пенсия, служба или възнаграждение“ от чужда държава, без съгласието на Конгреса, да „престане“ да бъде гражданин на Съединените щати“; това изменение обаче никога не е ратифицирано от необходимия брой държавни законодатели и в резултат на това никога не е добавено към Конституцията.
Още откакто Конгреса прокарва Закона за експатриране от 1868 г., който заявява, че хората имат вродено право на експатриране (отказ от гражданство), е исторически прието, че някои действия могат да доведат до загуба на гражданство. Тази възможност бива отбелязана от Върховния съд в Съединените щати с/у Вонг Ким Арк, случай от 1898 г., свързан с мъж, роден в Съединените щати, в семейство на китайски родители, които живели законно в страната. След като отсъжда, че въпреки китайското си потекло Вонг се ражда гражданин на САЩ, Съдът заявява, че териториалното му право на гражданство „[не] е било изгубено или отнето заради нищо случило се след неговото раждане.“.
Законът за гражданството от 1940 г. предвижда загуба на гражданство въз основа на чуждестранна военна или държавна служба, съчетана с гражданство в тази чужда държава. Този устав предвиждаше също загуба на гражданство поради дезертиране от въоръжените сили на САЩ, останали извън САЩ с цел избягване на военна служба по време на война или гласуване на чужди избори. Разпоредбата от делото Нишикауа с/у Дюлс от 1958 г., призовава за отнемане на гражданство за чуждестранна военна служба, се поддържа от Върховния съд, само при условие, че има доказателство показващо, че тази служба е била доброволна,. В допълнение, отнемането на гражданството като наказание за дезертиране е отменено същата година в друго дело (Троп с/у. Дюлс).

Въпреки това, в друго дело от 1958 г. (Перез с/у Браунъл), Върховният съд потвърждава разпоредбата за отмяна на гражданството на всеки американец, гласувал на избори в чужда държава, като легитимно упражняване (съгласно необходимата и правилна клауза на Конституцията) на правомощията на Конгреса да регулира външните работи и да избягва потенциално смущаващи дипломатически ситуации. Един от съдиите и авторът на становището на Съда (подкрепено с мнозинство от 5 – 6) Феликс Франкфуртер, пише, че: 
| „ | ... дейностите на гражданите на един народ, когато са от друга държава, лесно могат да причинят сериозни смущения както на правителството на собствената им страна, така и на техните съграждани. Не можем да отречем на Конгреса разумното убеждение, че тези трудности могат да се изострят до степен да застрашат успешното провеждане на международни отношения, когато гражданин на една държава реши да участва в политическите или правителствените дела на друга държава. Гражданинът може чрез своето действие неволно да провокира или подбуди поведение, противоречащо на интересите на собственото си правителство; освен това хората или правителството на чуждата държава могат да разглеждат действията му като действие на неговото правителство или поне като отражение на последното, ако не и израз на неговата политика .... От това следва, че подобна дейност е регламентирана от Конгреса в рамките на своите правомощия да се занимава с външни работи. | “ |

 В различаващо се мнение главният съдия Ърл Уорън твърди, че „гражданството е основно право на човека, тъй като не е нищо по-различно от правото да има права“ и че „правителството на народа не може да отнеме гражданството им, просто защото един клон на това правителство може да се каже, че има една привидно рационална основа да иска да го направи." Докато Уорън жела да допусне отнемане на гражданство в резултат на чуждестранна натурализация или други действия, „чрез които [американец] проявява вярност към чужда държава [което] може да е толкова несъвместимо със запазването на [американското] гражданство, че да доведе до загубата на този статут", той пише, че „уточнявайки, че всеки акт на гласуване на чуждестранни политически избори води до загуба на гражданство, Конгресът използва толкова широка класификация, която включва действия, които не показват доброволно отказване от американско гражданство.“.
Две решения на Върховния съд след Перес поставят под въпрос принципа, че загубата на гражданство може да настъпи дори и без намерението на засегнатото лице. По делото Кенеди с/у Мендоза-Мартинес (1963) Съдът отменя закон, с който се отнема гражданството за оставане извън САЩ, с цел да се избегне военна повинност. Един от съдиите Уилям Дж. Бренан (който сред мнозинство в Перес) пише отделно становище, съвпадащо с това на мнозинството в Мендоса-Мартинес и изразява резерви относно Перес. По делото Шнайдер с/у Ръск (1964), където Съдът отменя разпоредба, лишаваща натурализирани граждани, които са се завърнали да живеят за постоянно в своите страни на произход от гражданство, Бренан се оттегля и не участва в решението по делото.

### Бейс Афройм
Бейс Афройм (роден Ефрем Бернщайн, 1893 – 1984) е художник и активен комунист. Различни източници посочват, че той е роден или през 1893 г. или 1898 г., като цяло в Полша, и по-специфично в полския град Рики, или в Рига, Латвия (тогава част от Руската империя). През 1912 г. Афройм имигрира в Съединените щати, а на 14 юни 1926 г. е натурализиран като гражданин на САЩ. Учи в Художествения институт в Чикаго, както и в Националната академия за дизайн в Ню Йорк, като му е възложено да рисува портрети на Джордж Бърнард Шоу, Теодор Драйзер и Арнолд Шьонберг. През 1949 г. Афройм напуска САЩ и се установява в Израел, заедно със съпругата си и бившата студентка Сошана (австрийски художник).